# Tour de la Isla de Chongming 2019
La 13.ª edición del Tour de la Isla de Chongming (oficialmente: 2019年环崇明岛  y en inglés: Tour of Chongming Island UCI Women's WorldTour) se celebró en China entre el 9 y el 11 de mayo de 2019. La carrera constó de un total de 3 etapas recorriendo las islas de Chongming y Changxing sobre una distancia total de 347,7 km.
La prueba formó parte del UCI WorldTour Femenino 2019 como competencia de categoría 1.WWT del calendario ciclístico de máximo nivel mundial siendo la décima carrera de dicho circuito. La ganadora fue la neerlandesa Lorena Wiebes del Parkhotel Valkenburg, que además ganó todas las etapas. La acompañaron en el podio la tailandesa Jutatip Maneephan del Thailand Women's y la belga Lotte Kopecky del Lotto Soudal Ladies.

## Equipos participantes
Tomaron parte en la carrera un total de 18 equipos invitados por la organización de los cuales 16 corresponden a equipos de categoría UCI Team Femenino y 2 selecciones nacionales, quienes conformaron un pelotón de 99 ciclistas de las cuales terminaron 90. Los equipos participantes fueron:
| Equipos femeninos (16)- BTC City Ljubljana - China Liv - Cogeas-Mettler - Doltcini-Van Eyck Sport - Hitec Products - Lotto Soudal Ladies - Lviv Cycling Team - Massi Tactic - Minsk Cycling Club - Mitchelton-Scott - Parkhotel Valkenburg-Destil - Servetto-Piumate-Beltrami TSA - Team Illuminate - Thailand Women's Cycling Team - Tibco-Silicon Valley Bank - WNT-Rotor Pro Cycling Equipos nacionales (2)- República Popular China - Hong Kong |
| |

## Etapas
| Etapa     | Fecha     | Recorrido             | type        | Distancia (km) | Ganador       | Líder         |
| --------- | --------- | --------------------- | ----------- | -------------- | ------------- | ------------- |
| 1.ª etapa | 9 de may  | Chongming – Chongming | etapa llana | 102,7          | Lorena Wiebes | Lorena Wiebes |
| 2.ª etapa | 10 de may | Changxing – Chongming | etapa llana | 126,6          | Lorena Wiebes | Lorena Wiebes |
| 3.ª etapa | 11 de may | Chongming – Chongming | etapa llana | 118,4          | Lorena Wiebes | Lorena Wiebes |

## Desarrollo de la carrera

### 1.ª etapa
| Chongming - Chongming | etapa llana | (102,7 km) |

| \| Clasificación de la etapa \| Clasificación de la etapa \| Clasificación de la etapa \| Clasificación de la etapa \| Clasificación de la etapa \| \| Ciclista \| Ciclista \| Equipo \| Tiempo \| \| \| ------------------------- \| ------------------------- \| ------------------------- \| ------------------------- \| ------------------------- \| \| 1.ª \| Lorena Wiebes \| Parkhotel Valkenburg \| 2 h 29 min 29 s \| \| \| 2.ª \| Lotte Kopecky \| Lotto Soudal Ladies \| + 0 s \| \| \| 3.ª \| Nina Kessler \| Tibco-Silicon Valley Bank \| + 0 s \| \| \| 4.ª \| Lucy Garner \| Hitec Products-Birk Sport \| + 0 s \| \| \| 5.ª \| Marta Tagliaferro \| Hitec Products-Birk Sport \| + 0 s \| \| \| 6.ª \| Sarah Roy \| Mitchelton-Scott \| + 0 s \| \| \| 7.ª \| Tatsiana Sharakova \| Minsk Cycling Club \| + 0 s \| \| \| 8.ª \| Saartje Vandenbroucke \| Doltcini-Van Eyck Sport \| + 0 s \| \| \| 9.ª \| Demi De Jong \| Lotto Soudal Ladies \| + 0 s \| \| \| 10.ª \| Valeriya Kononenko \| Lviv Cycling Team \| + 0 s \| \| |                       |                           |                 |
| |                       |                           |                 |
| Fuente: ProCyclingStats |                       |                           |                 |
| Clasificación de la etapa |                       |                           |                 |
| Ciclista | Ciclista              | Equipo                    | Tiempo          |
| 1.ª | Lorena Wiebes         | Parkhotel Valkenburg      | 2 h 29 min 29 s |
| 2.ª | Lotte Kopecky         | Lotto Soudal Ladies       | + 0 s           |
| 3.ª | Nina Kessler          | Tibco-Silicon Valley Bank | + 0 s           |
| 4.ª | Lucy Garner           | Hitec Products-Birk Sport | + 0 s           |
| 5.ª | Marta Tagliaferro     | Hitec Products-Birk Sport | + 0 s           |
| 6.ª | Sarah Roy             | Mitchelton-Scott          | + 0 s           |
| 7.ª | Tatsiana Sharakova    | Minsk Cycling Club        | + 0 s           |
| 8.ª | Saartje Vandenbroucke | Doltcini-Van Eyck Sport   | + 0 s           |
| 9.ª | Demi De Jong          | Lotto Soudal Ladies       | + 0 s           |
| 10.ª | Valeriya Kononenko    | Lviv Cycling Team         | + 0 s           |

| \| Clasificación general \| Clasificación general \| Clasificación general \| Clasificación general \| Clasificación general \| \| Ciclista \| Ciclista \| Equipo \| Tiempo \| \| \| --------------------- \| --------------------- \| ----------------------------- \| --------------------- \| --------------------- \| \| 1.ª \| Lorena Wiebes \| Parkhotel Valkenburg \| 2 h 29 min 14 s \| \| \| 2.ª \| Lotte Kopecky \| Lotto Soudal Ladies \| + 7 s \| \| \| 3.ª \| Nina Kessler \| Tibco-Silicon Valley Bank \| + 11 s \| \| \| 4.ª \| Jutatip Maneephan \| Thailand Women's cycling team \| + 11 s \| \| \| 5.ª \| Marta Tagliaferro \| Hitec Products-Birk Sport \| + 14 s \| \| \| 6.ª \| Lucy Garner \| Hitec Products-Birk Sport \| + 15 s \| \| \| 7.ª \| Sarah Roy \| Mitchelton-Scott \| + 15 s \| \| \| 8.ª \| Tatsiana Sharakova \| Minsk Cycling Club \| + 15 s \| \| \| 9.ª \| Saartje Vandenbroucke \| Doltcini-Van Eyck Sport \| + 15 s \| \| \| 10.ª \| Demi De Jong \| Lotto Soudal Ladies \| + 15 s \| \| |                       |                               |                 |
| |                       |                               |                 |
| Fuente: ProCyclingStats |                       |                               |                 |
| Clasificación general |                       |                               |                 |
| Ciclista | Ciclista              | Equipo                        | Tiempo          |
| 1.ª | Lorena Wiebes         | Parkhotel Valkenburg          | 2 h 29 min 14 s |
| 2.ª | Lotte Kopecky         | Lotto Soudal Ladies           | + 7 s           |
| 3.ª | Nina Kessler          | Tibco-Silicon Valley Bank     | + 11 s          |
| 4.ª | Jutatip Maneephan     | Thailand Women's cycling team | + 11 s          |
| 5.ª | Marta Tagliaferro     | Hitec Products-Birk Sport     | + 14 s          |
| 6.ª | Lucy Garner           | Hitec Products-Birk Sport     | + 15 s          |
| 7.ª | Sarah Roy             | Mitchelton-Scott              | + 15 s          |
| 8.ª | Tatsiana Sharakova    | Minsk Cycling Club            | + 15 s          |
| 9.ª | Saartje Vandenbroucke | Doltcini-Van Eyck Sport       | + 15 s          |
| 10.ª | Demi De Jong          | Lotto Soudal Ladies           | + 15 s          |

### 2.ª etapa
| Changxing - Chongming | etapa llana | (126,6 km) |

| \| Clasificación de la etapa \| Clasificación de la etapa \| Clasificación de la etapa \| Clasificación de la etapa \| Clasificación de la etapa \| \| Ciclista \| Ciclista \| Equipo \| Tiempo \| \| \| ------------------------- \| ------------------------- \| ----------------------------- \| ------------------------- \| ------------------------- \| \| 1.ª \| Lorena Wiebes \| Parkhotel Valkenburg \| 3 h 05 min 25 s \| \| \| 2.ª \| Jutatip Maneephan \| Thailand Women's cycling team \| + 0 s \| \| \| 3.ª \| Lucy Garner \| Hitec Products-Birk Sport \| + 0 s \| \| \| 4.ª \| Nina Kessler \| Tibco-Silicon Valley Bank \| + 0 s \| \| \| 5.ª \| Pascale Jeuland-Tranchant \| Doltcini-Van Eyck Sport \| + 0 s \| \| \| 6.ª \| Marta Tagliaferro \| Hitec Products-Birk Sport \| + 0 s \| \| \| 7.ª \| Lotte Kopecky \| Lotto Soudal Ladies \| + 0 s \| \| \| 8.ª \| Mia Radotić \| BTC City Ljubljana \| + 0 s \| \| \| 9.ª \| Zhao Xisha \| China Liv Pro Cycling \| + 0 s \| \| \| 10.ª \| Kelly Markus \| \| + 0 s \| \| |                           |                               |                 |
| |                           |                               |                 |
| Fuente: ProCyclingStats |                           |                               |                 |
| Clasificación de la etapa |                           |                               |                 |
| Ciclista | Ciclista                  | Equipo                        | Tiempo          |
| 1.ª | Lorena Wiebes             | Parkhotel Valkenburg          | 3 h 05 min 25 s |
| 2.ª | Jutatip Maneephan         | Thailand Women's cycling team | + 0 s           |
| 3.ª | Lucy Garner               | Hitec Products-Birk Sport     | + 0 s           |
| 4.ª | Nina Kessler              | Tibco-Silicon Valley Bank     | + 0 s           |
| 5.ª | Pascale Jeuland-Tranchant | Doltcini-Van Eyck Sport       | + 0 s           |
| 6.ª | Marta Tagliaferro         | Hitec Products-Birk Sport     | + 0 s           |
| 7.ª | Lotte Kopecky             | Lotto Soudal Ladies           | + 0 s           |
| 8.ª | Mia Radotić               | BTC City Ljubljana            | + 0 s           |
| 9.ª | Zhao Xisha                | China Liv Pro Cycling         | + 0 s           |
| 10.ª | Kelly Markus              |                               | + 0 s           |

| \| Clasificación general \| Clasificación general \| Clasificación general \| Clasificación general \| Clasificación general \| \| Ciclista \| Ciclista \| Equipo \| Tiempo \| \| \| --------------------- \| ------------------------- \| ----------------------------- \| --------------------- \| --------------------- \| \| 1.ª \| Lorena Wiebes \| Parkhotel Valkenburg \| 5 h 34 min 25 s \| \| \| 2.ª \| Jutatip Maneephan \| Thailand Women's cycling team \| + 17 s \| \| \| 3.ª \| Lotte Kopecky \| Lotto Soudal Ladies \| + 20 s \| \| \| 4.ª \| Lucy Garner \| Hitec Products-Birk Sport \| + 25 s \| \| \| 5.ª \| Nina Kessler \| Tibco-Silicon Valley Bank \| + 25 s \| \| \| 6.ª \| Tatsiana Sharakova \| Minsk Cycling Club \| + 26 s \| \| \| 7.ª \| Sarah Roy \| Mitchelton-Scott \| + 27 s \| \| \| 8.ª \| Marta Tagliaferro \| Hitec Products-Birk Sport \| + 28 s \| \| \| 9.ª \| Pascale Jeuland-Tranchant \| Doltcini-Van Eyck Sport \| + 29 s \| \| \| 10.ª \| Monique van de Ree \| BTC City Ljubljana \| + 29 s \| \| |                           |                               |                 |
| |                           |                               |                 |
| Fuente: ProCyclingStats |                           |                               |                 |
| Clasificación general |                           |                               |                 |
| Ciclista | Ciclista                  | Equipo                        | Tiempo          |
| 1.ª | Lorena Wiebes             | Parkhotel Valkenburg          | 5 h 34 min 25 s |
| 2.ª | Jutatip Maneephan         | Thailand Women's cycling team | + 17 s          |
| 3.ª | Lotte Kopecky             | Lotto Soudal Ladies           | + 20 s          |
| 4.ª | Lucy Garner               | Hitec Products-Birk Sport     | + 25 s          |
| 5.ª | Nina Kessler              | Tibco-Silicon Valley Bank     | + 25 s          |
| 6.ª | Tatsiana Sharakova        | Minsk Cycling Club            | + 26 s          |
| 7.ª | Sarah Roy                 | Mitchelton-Scott              | + 27 s          |
| 8.ª | Marta Tagliaferro         | Hitec Products-Birk Sport     | + 28 s          |
| 9.ª | Pascale Jeuland-Tranchant | Doltcini-Van Eyck Sport       | + 29 s          |
| 10.ª | Monique van de Ree        | BTC City Ljubljana            | + 29 s          |

### 3.ª etapa
| Chongming - Chongming | etapa llana | (118,4 km) |

| \| Clasificación de la etapa \| Clasificación de la etapa \| Clasificación de la etapa \| Clasificación de la etapa \| Clasificación de la etapa \| \| Ciclista \| Ciclista \| Equipo \| Tiempo \| \| \| ------------------------- \| ------------------------- \| ----------------------------- \| ------------------------- \| ------------------------- \| \| 1.ª \| Lorena Wiebes \| Parkhotel Valkenburg \| 2 h 52 min 01 s \| \| \| 2.ª \| Jutatip Maneephan \| Thailand Women's cycling team \| + 0 s \| \| \| 3.ª \| Lotte Kopecky \| Lotto Soudal Ladies \| + 0 s \| \| \| 4.ª \| Zhao Xisha \| China Liv Pro Cycling \| + 0 s \| \| \| 5.ª \| Lucy Garner \| Hitec Products-Birk Sport \| + 0 s \| \| \| 6.ª \| Sarah Roy \| Mitchelton-Scott \| + 0 s \| \| \| 7.ª \| Bryony van Velzen \| Doltcini-Van Eyck Sport \| + 0 s \| \| \| 8.ª \| Lonneke Uneken \| Hitec Products-Birk Sport \| + 0 s \| \| \| 9.ª \| Nina Kessler \| Tibco-Silicon Valley Bank \| + 0 s \| \| \| 10.ª \| Lara Vieceli \| WNT-Rotor Pro Cycling \| + 0 s \| \| |                   |                               |                 |
| |                   |                               |                 |
| Fuente: ProCyclingStats |                   |                               |                 |
| Clasificación de la etapa |                   |                               |                 |
| Ciclista | Ciclista          | Equipo                        | Tiempo          |
| 1.ª | Lorena Wiebes     | Parkhotel Valkenburg          | 2 h 52 min 01 s |
| 2.ª | Jutatip Maneephan | Thailand Women's cycling team | + 0 s           |
| 3.ª | Lotte Kopecky     | Lotto Soudal Ladies           | + 0 s           |
| 4.ª | Zhao Xisha        | China Liv Pro Cycling         | + 0 s           |
| 5.ª | Lucy Garner       | Hitec Products-Birk Sport     | + 0 s           |
| 6.ª | Sarah Roy         | Mitchelton-Scott              | + 0 s           |
| 7.ª | Bryony van Velzen | Doltcini-Van Eyck Sport       | + 0 s           |
| 8.ª | Lonneke Uneken    | Hitec Products-Birk Sport     | + 0 s           |
| 9.ª | Nina Kessler      | Tibco-Silicon Valley Bank     | + 0 s           |
| 10.ª | Lara Vieceli      | WNT-Rotor Pro Cycling         | + 0 s           |

## Clasificaciones finales
Las clasificaciones finalizaron de la siguiente forma:

### Clasificación general
| \| Clasificación general \| Clasificación general \| Clasificación general \| Clasificación general \| Clasificación general \| \| Ciclista \| Ciclista \| Equipo \| Tiempo \| \| \| --------------------- \| ------------------------- \| ----------------------------- \| --------------------- \| --------------------- \| \| 1.ª \| Lorena Wiebes \| Parkhotel Valkenburg \| 8 h 26 min 14 s \| \| \| 2.ª \| Jutatip Maneephan \| Thailand Women's cycling team \| + 22 s \| \| \| 3.ª \| Lotte Kopecky \| Lotto Soudal Ladies \| + 27 s \| \| \| 4.ª \| Nina Kessler \| Tibco-Silicon Valley Bank \| + 35 s \| \| \| 5.ª \| Lucy Garner \| Hitec Products-Birk Sport \| + 37 s \| \| \| 6.ª \| Marta Tagliaferro \| Hitec Products-Birk Sport \| + 37 s \| \| \| 7.ª \| Tatsiana Sharakova \| Minsk Cycling Club \| + 38 s \| \| \| 8.ª \| Maaike Boogaard \| BTC City Ljubljana \| + 38 s \| \| \| 9.ª \| Valeriya Kononenko \| Lviv Cycling Team \| + 39 s \| \| \| 10.ª \| Pascale Jeuland-Tranchant \| Doltcini-Van Eyck Sport \| + 41 s \| \| |                           |                               |                 |
| |                           |                               |                 |
| Fuente: ProCyclingStats |                           |                               |                 |
| Clasificación general |                           |                               |                 |
| Ciclista | Ciclista                  | Equipo                        | Tiempo          |
| 1.ª | Lorena Wiebes             | Parkhotel Valkenburg          | 8 h 26 min 14 s |
| 2.ª | Jutatip Maneephan         | Thailand Women's cycling team | + 22 s          |
| 3.ª | Lotte Kopecky             | Lotto Soudal Ladies           | + 27 s          |
| 4.ª | Nina Kessler              | Tibco-Silicon Valley Bank     | + 35 s          |
| 5.ª | Lucy Garner               | Hitec Products-Birk Sport     | + 37 s          |
| 6.ª | Marta Tagliaferro         | Hitec Products-Birk Sport     | + 37 s          |
| 7.ª | Tatsiana Sharakova        | Minsk Cycling Club            | + 38 s          |
| 8.ª | Maaike Boogaard           | BTC City Ljubljana            | + 38 s          |
| 9.ª | Valeriya Kononenko        | Lviv Cycling Team             | + 39 s          |
| 10.ª | Pascale Jeuland-Tranchant | Doltcini-Van Eyck Sport       | + 41 s          |

### Clasificación por puntos
| Clasificación por puntos | Clasificación por puntos  | Clasificación por puntos      | Clasificación por puntos | Clasificación por puntos |
| Ciclista                 | Ciclista                  | Equipo                        | Puntos                   |                          |
| ------------------------ | ------------------------- | ----------------------------- | ------------------------ | ------------------------ |
| 1.ª                      | Lorena Wiebes             | Parkhotel Valkenburg          | 59 pts                   |                          |
| 2.ª                      | Jutatip Maneephan         | Thailand Women's cycling team | 34 pts                   |                          |
| 3.ª                      | Lotte Kopecky             | Lotto Soudal Ladies           | 31 pts                   |                          |
| 4.ª                      | Lucy Garner               | Hitec Products-Birk Sport     | 24 pts                   |                          |
| 5.ª                      | Nina Kessler              | Tibco-Silicon Valley Bank     | 23 pts                   |                          |
| 6.ª                      | Marta Tagliaferro         | Hitec Products-Birk Sport     | 17 pts                   |                          |
| 7.ª                      | Sarah Roy                 | Mitchelton-Scott              | 14 pts                   |                          |
| 8.ª                      | Zhao Xisha                | China Liv Pro Cycling         | 10 pts                   |                          |
| 9.ª                      | Tatsiana Sharakova        | Minsk Cycling Club            | 9 pts                    |                          |
| 10.ª                     | Pascale Jeuland-Tranchant | Doltcini-Van Eyck Sport       | 6 pts                    |                          |

### Clasificación de la montaña
| Clasificación de la montaña | Clasificación de la montaña | Clasificación de la montaña | Clasificación de la montaña | Clasificación de la montaña |
| Ciclista                    | Ciclista                    | Equipo                      | Puntos                      |                             |
| --------------------------- | --------------------------- | --------------------------- | --------------------------- | --------------------------- |
| 1.ª                         | Nina Kessler                | Tibco-Silicon Valley Bank   | 2 pts                       |                             |
| 2.ª                         | Hanna Tseraj                | Minsk Cycling Club          | 1 pt                        |                             |

### Clasificación de la mejor joven
| Clasificación del mejor joven | Clasificación del mejor joven | Clasificación del mejor joven | Clasificación del mejor joven | Clasificación del mejor joven |
| Ciclista                      | Ciclista                      | Equipo                        | Tiempo                        |                               |
| ----------------------------- | ----------------------------- | ----------------------------- | ----------------------------- | ----------------------------- |
| 1.ª                           | Lorena Wiebes                 | Parkhotel Valkenburg          | 8 h 26 min 14 s               |                               |
| 2.ª                           | Maaike Boogaard               | BTC City Ljubljana            | + 38 s                        |                               |
| 3.ª                           | Lonneke Uneken                | Hitec Products-Birk Sport     | + 41 s                        |                               |
| 4.ª                           | Lea Teutenberg                | WNT-Rotor Pro Cycling         | + 41 s                        |                               |
| 5.ª                           | Victoire Berteau              | Doltcini-Van Eyck Sport       | + 41 s                        |                               |
| 6.ª                           | Teresa Ripoll Sabate          | Massi Tactic                  | + 41 s                        |                               |
| 7.ª                           | Ingvild Gåskjenn              | Hitec Products-Birk Sport     | + 41 s                        |                               |
| 8.ª                           | Marketa Hajkova               | Servetto-Piumate-Beltrami TSA | + 41 s                        |                               |
| 9.ª                           | Pernille Larsen Feldmann      | Hitec Products-Birk Sport     | + 41 s                        |                               |
| 10.ª                          | Alina Abramenko               | Minsk Cycling Club            | + 41 s                        |                               |

## Evolución de las clasificaciones
| Etapa                   | Vencedora               | Clasificación general | Clasificación por puntos | Clasificación de la montaña | Clasificación de las jóvenes | Clasificación de la mejor asiática |
| ----------------------- | ----------------------- | --------------------- | ------------------------ | --------------------------- | ---------------------------- | ---------------------------------- |
| 1.ª                     | Lorena Wiebes           | Lorena Wiebes         | Lorena Wiebes            | Nina Kessler                | Lorena Wiebes                | Jutatip Maneephan                  |
| 2.ª                     | Lorena Wiebes           | Lorena Wiebes         | Lorena Wiebes            | Nina Kessler                | Lorena Wiebes                | Jutatip Maneephan                  |
| 3.ª                     | Lorena Wiebes           | Lorena Wiebes         | Lorena Wiebes            | Nina Kessler                | Lorena Wiebes                | Jutatip Maneephan                  |
| Clasificaciones finales | Clasificaciones finales | Lorena Wiebes         | Lorena Wiebes            | Nina Kessler                | Lorena Wiebes                | Jutatip Maneephan                  |

## Ciclistas participantes y posiciones finales
Convenciones:
- AB-N: Abandono en la etapa N
- FLT-N: Retiro por llegada fuera del límite de tiempo en la etapa N
- NTS-N: No tomó la salida para la etapa N
- DES-N: Descalificado o expulsado en la etapa N

## UCI WorldTour Femenino
El Tour de la Isla de Chongming otorgó puntos para el UCI WorldTour Femenino 2019 y el UCI World Ranking Femenino, incluyendo a todas las corredoras de los equipos en las categorías UCI Team Femenino. Las siguientes tablas muestran el baremo de puntuación y las 10 corredoras que obtuvieron más puntos:
| Posición              | 1.ª | 2.ª | 3.ª | 4.ª | 5.ª | 6.ª | 7.ª | 8.ª | 9.ª | 10.ª | 11.ª | 12.ª | 13.ª | 14.ª | 15.ª | 16.ª-30.ª | 31.ª-40.ª |
| Clasificación general | 200 | 150 | 125 | 100 | 85  | 70  | 60  | 50  | 40  | 35   | 30   | 25   | 20   | 15   | 10   | 5         | 3         |
| Por etapa             | 25  | 20  | 18  | 16  | 14  | 12  | 10  | 8   | 6   | 4    |      |      |      |      |      |           |           |
| Líder                 | 5   |     |     |     |     |     |     |     |     |      |      |      |      |      |      |           |           |

| Clasificación |                    |                           |         |       |       |       |
| Posición      | Ciclista           | Equipo                    | General | Etapa | Líder | Total |
| ------------- | ------------------ | ------------------------- | ------- | ----- | ----- | ----- |
| 1.ª           | Lorena Wiebes      | Parkhotel Valkenburg      | 200     | 75    | 10    | 285   |
| 2.ª           | Jutatip Maneephan  | Thailand Women's          | 150     | 40    | -     | 190   |
| 3.ª           | Lotte Kopecky      | Lotto Soudal Ladies       | 125     | 48    | -     | 173   |
| 4.ª           | Nina Kessler       | Tibco-SVB                 | 100     | 40    | -     | 140   |
| 5.ª           | Lucy Garner        | Hitec Products-Birk Sport | 85      | 48    | -     | 133   |
| 6.ª           | Marta Tagliaferro  | Hitec Products-Birk Sport | 70      | 26    | -     | 96    |
| 7.ª           | Tatsiana Sharakova | Minsk CC                  | 60      | 10    | -     | 70    |
| 8.ª           | Maaike Boogaard    | BTC City Ljubljana        | 50      | -     | -     | 50    |
| 9.ª           | Pascale Jeuland    | Doltcini-Van Eyck Sport   | 35      | 14    | -     | 49    |
| 10.ª          | Zhao Xisha         | China Liv                 | 25      | 22    | -     | 47    |